# Grande Découverte
Grande Découverte är ett berg i Guadeloupe (Frankrike). Det ligger i den södra delen av Guadeloupe, 9 km nordost om huvudstaden Basse-Terre. Toppen på Grande Découverte är 1 242 meter över havet. Grande Découverte ingår i Les Mamelles.
Terrängen runt Grande Découverte är kuperad västerut, men österut är den bergig. Runt Grande Découverte är det ganska tätbefolkat, med 192 invånare per kvadratkilometer. Närmaste större samhälle är Saint-Claude, 5,1 km sydväst om Grande Découverte. I omgivningarna runt Grande Découverte växer i huvudsak städsegrön lövskog.